# جان دي كليرك
جان دي كليرك (17 مايو 1905 – 20 مارس 1984) لاعب كرة قدم بلجيكي راحل .
كان يجيد اللعب في خط الوسط ولعب 219 مباراة رسمية مع نادي أندرلخت . تم اختياره للمشاركة في بطولة كأس العالم 1930 .
تم اختياره ليكون مدربا لمنتخب العظماء القدامى من 1949 إلى 1953 بالتعاون مع ريتشارد غيدوبت .

## روابط خارجية
- جان دي كليرك على موقع الاتحاد الدولي (مؤرشف)  (الإنجليزية)
- جان دي كليرك على موقع الاتحاد البلجيكي (الإنجليزية)
- جان دي كليرك على موقع قاعدة بيانات كرة القدم.إي يو (الإنجليزية)
- جان دي كليرك على موقع ناشيونال فوتبول تيمز (الإنجليزية)
- جان دي كليرك على موقع عالم كرة القدم.نت (الإنجليزية)